# 坂口川
坂口川（日语：／）或稱戈罗德斯卡亚河（俄語：Река Городская）是幌筵岛的河流，属萨哈林州北库里尔斯克区管辖，源起硫磺山，长5.7公里，流域面积6.7平方公里，注入柏原湾。